# Buchenwald

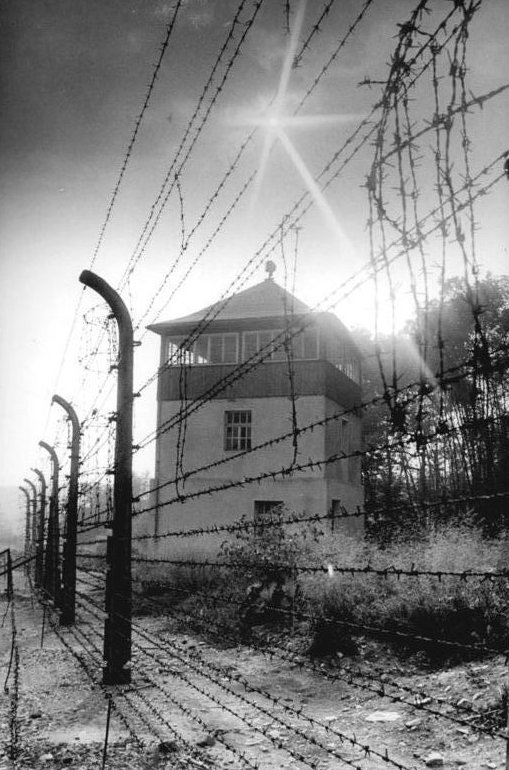
Uma torre de observação em Buchenwald

Buchenwald foi um campo de concentração nazista localizado no actual estado da Turíngia, no leste da Alemanha. Ficou em operação de 1937 a 1945, com 280 mil pessoas sendo aprisionadas no campo ao longo de sua existência. Cerca de 56 000 prisioneiros foram mortos em Buchenwald pelos alemães.
Erguido na colina de Ettersberg, a cerca de oito quilômetros do centro de Veimar, constituiu-se num campo de trabalhos forçados para indivíduos considerados inimigos do nazismo, como Comunistas, Judeus, Testemunhas de Jeová, ciganos e homossexuais. O lema sobre o seu portão era Jedem das seine (A cada um o seu).

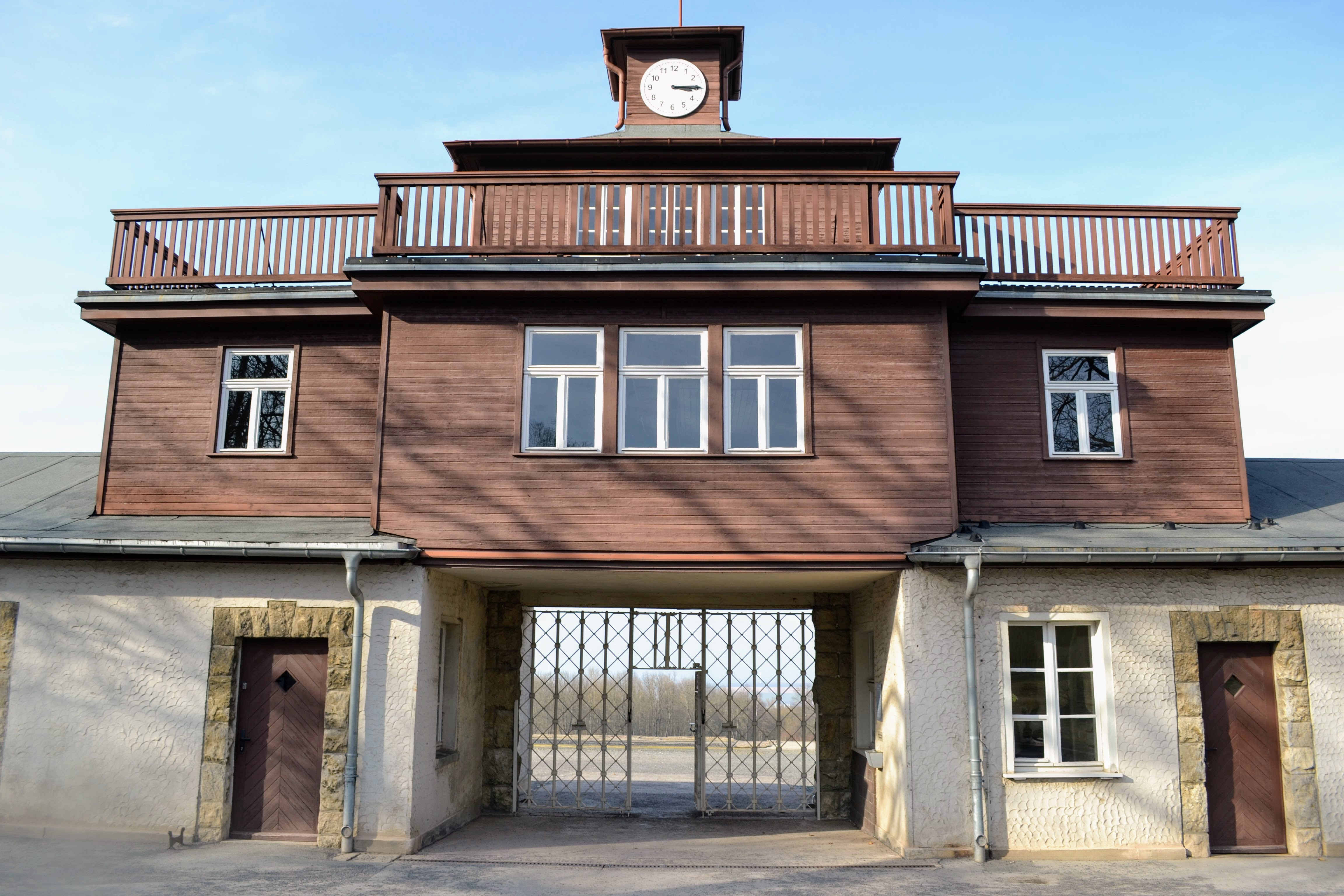
Portão de entrada de Buchenwald

Voltado para a produção de armamentos, funcionou de Julho de 1937 a Abril de 1945, por aqui tendo passado mais de duzentos e cinquenta mil detentos. Embora não tenha sido um campo de extermínio, a exemplo de Auschwitz, na Polônia, onde existiam câmaras de gás, estima-se que aqui pereceram mais de cinquenta mil pessoas, vítimas de fome, doenças, assassinatos e violência arbitrária dos soldados da Schutzstaffel (SS).
O primeiro comandante do campo foi Karl Otto Koch, cuja segunda mulher Ilse Koch ficou conhecida como "A bruxa de Buchenwald" (Die Hexe von Buchenwald), uma das figuras mais cruéis do Holocausto.
Matanças massivas de prisioneiros de guerra tiveram lugar no campo e muitos prisioneiros morreram como resultado de experiências médicas ou foram vítimas de actos perpetrados pelas SS.
O campo foi também local do teste ilegal em grande escala de vacinas contra a epidemia do tifo em 1942 e 1943, ministradas a 729 prisioneiros, dos quais 280 morreram em resultado.
Devido à resistência que resultou das experiências em barracões onde os prisioneiros viviam lado a lado em pouco espaço, o vírus que se desenvolveu no Bloco matou mais pessoas e infectou mais longamente do que o tifo normal.
O campo foi em grande parte evacuado pelos Nazis à medida que as tropas aliadas se aproximavam e foi finalmente libertado pelas tropas do 3° Exército estadunidense em 11 de Abril de 1945, tendo havido resistência mínima.
Após 1945 o campo ficou sob a administração da antiga União Soviética, que ali manteve, por sua vez, 28 mil prisioneiros de guerra, entre os quais nazistas. Sete mil vieram a falecer por doenças e por inanição.
A partir da década de 1950 as antigas instalações começaram a ser demolidas. Desde então pouco foi preservado na área do campo. Das primitivas instalações restam atualmente apenas algumas, como os fornos crematórios, destinados aos prisioneiros mortos, e em frente aos mesmos, as ruínas de pequeno zoológico, destinado a entreter os militares à época. À entrada do campo, resta ainda o bunker onde eram mantidos e torturados os prisioneiros que desobedeciam às rígidas normas da SS. O relógio na sua torre mostra aos visitantes o horário das 15h15m, momento da libertação pelas tropas norte-americanas, quando se iniciou o resgate de 21 mil pessoas, entre as quais 900 crianças.
Atualmente, o que resta do campo preservado constitui-se num memorial dedicado às vítimas de seu passado, sob a administração da Fundação de Buchenwald e Mittelbau-Dora.
|  |  |